# 內莫維奇
51°11′57″N 26°34′20″E / 51.19917°N 26.57222°E

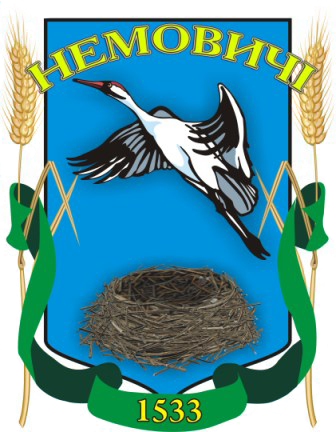
该村的徽章

内莫維奇（烏克蘭語：Немовичі），是烏克蘭西北部羅夫諾州薩爾內區内莫维奇市镇内的村落及其行政中心。面積4.74平方公里，海拔高度155米，2001年人口3,198，99%居民使用烏克蘭語。